# 麥先聲
麥先聲 （Mak Sin Sing），原名：麥灼榮，香港粵劇文武生、香港麗的映聲電視藝員、粵語片演員。排行第八的麥先聲之胞兄麥炳榮亦是粵劇紅伶；麥先聲與尤聲普、潘有聲、陳玉郎、雲展鵬、黎家寶及文千歲組成藝壇結義「七兄弟」，他是長兄。
麥先聲與妻子楚湘雲（原名：賀秀雲）育有兩女一子。楚湘雲是粵劇紅伶，太平洋戰爭前在「太平劇團」先後為正印花旦紫蘭女及楚岫雲副車，並在那時認識同團演出的麥先聲，兩人在1948年底結婚，住在廣州，中國共產黨統治大陸後移居香港。
1958年10月22日（星期三）下午4時30分，楚湘雲在九龍石峽尾巴域街一號四樓的尾房住所被同屋鄰居陳維恭(47歲廣告經紀，該屋業主陳依雲的兒子)以銼刀刺死，她跟麥先聲的6歲的兒子麥耀雲目睹事件，兇手在1959年2月21日（星期六） 被判處環首死刑，經上訴至1959年5月12日（星期一）維持原判。事發後，麥先聲遷居九龍城南角道 。
- 麥先聲在1963年9月參加「梨園樂劇團」，擔任文武生到南洋吉隆坡、怡保、檳城演出7個月，1964年4月10日（星期日）晚上6時，搭乘國泰航空公司航班從曼谷返抵香港，[5]。

- 麥先聲參加「新星劇團」從1965年3月3日（星期三）晚上開始，與余惠芬、賽麒麟、新醒波、陳雪艷、雲展鵬在九龍啟德遊樂場演出粵劇《六國大封相》及《鳳閣恩仇未了情》[6]。

- 麥先聲在1965年10月12日（星期二）以遠行在即為理由，向香港八和會館辭去福利組副主任職務[7]。

- 麥先聲在1966年12月11日(星期日) 下午搭乘國泰航空公司 CX974航班從香港到菲律賓，考察當地皮革事業，準備放棄舞臺生活，轉行營商[8]。

- 麥先聲1978年涉足房地產生意，1980年11月舉家移居加拿大多倫多 [9][10]，由於香港有業務，麥先聲每年都回來香港數次[11]。

## 外部連結
- 香港電影資料館：麥先聲參演電影的記錄[永久]
- 香港影庫：麥先聲（页面存档备份，存于）
- 麥先聲的影像片斷侵犯版權?